# 安田知生
安田 知生（やすだ ともお、1978年8月16日 - ）は、日本の元ラグビー選手。

## プロフィール
- 奈良県出身[1]。
- ポジションはロック(LO)。
- 身長 188cm、体重 110kg
- 関東代表に選ばれたことがある[2]。

## 略歴
16歳からラグビーを始めた。
1997年、吉野高校卒業後、国際武道大学に入る。
2002年、国際武道大学卒業後、NEC（現・NECグリーンロケッツ）に加入。
2014年、現役を引退した。